# Michael Netzer
 (novembre 2012).
Si vous disposez d'ouvrages ou d'articles de référence ou si vous connaissez des sites web de qualité traitant du thème abordé ici, merci de compléter l'article en donnant les références utiles à sa vérifiabilité et en les liant à la section « Notes et références ».
Michael Netzer, né le 9 octobre 1955 à Détroit dans le Michigan aux États-Unis, est un dessinateur de bande dessinée libano-israélo-américain.

## Biographie

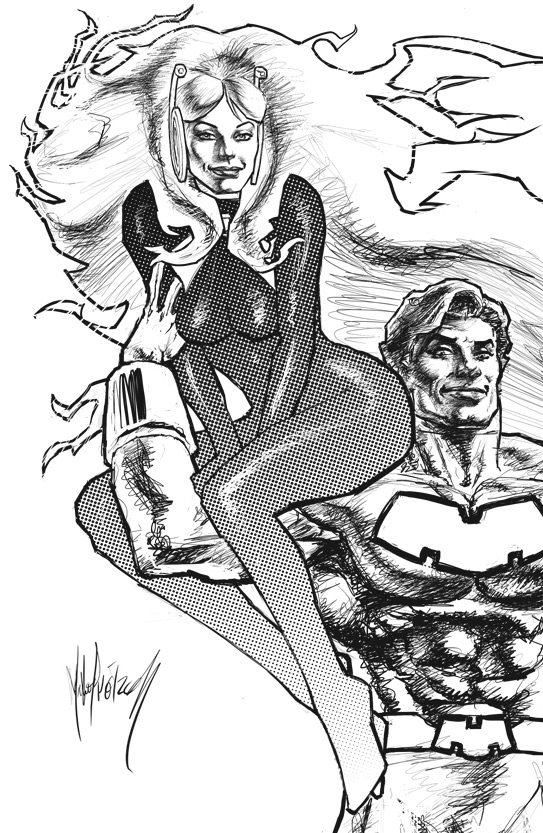
Ms. Mystic (2005).

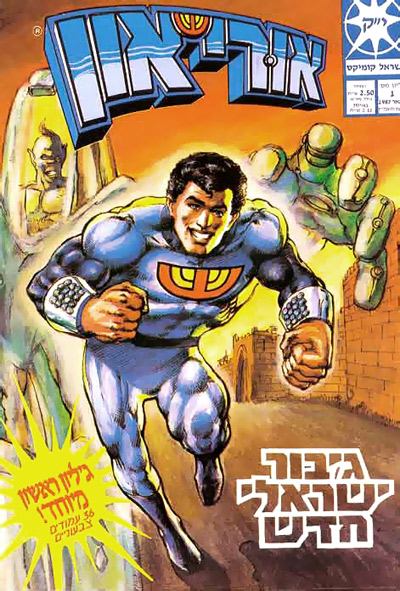
Page de couverture de Uri-On (1987).

Michael Netzer est né de parents libanais et contracte la poliomyélite à l'âge de huit mois, ce qui cause une paralysie partielle de sa jambe. Après deux années de traitement médical, il émigre avec sa mère et sa fratrie à Druzes au Liban.
En 1967, à l'âge de 11 ans, il retourne à Detroit, où à l'école il s'intéresse à la narration et à la bande dessinée à l'école.
Au lycée de Redford, en terminale, Michael Netzer utilise son art pour une campagne, ce qui lui permet de devenir vice-président de sa classe. Il est également lieutenant-colonel du Junior Reserve Officers' Training Corps (JROTC) (en). Il rencontre pendant cette période Greg Theakston, qui l'initie au monde de l'art de la bande dessinée professionnelle.
Pendant ses deux ans d'études, à l'université de Wayne State dans le Michigan, il travaille comme graphiste et peintre d'enseignes. Theakston lui présente plus tard [Quand ?] Neal Adams à la Detroit Triple Fan Fair (convention autour de la bande dessinée) en 1975. Dès lors, Adams l'invite à se joindre à des ateliers.